# Marianne Gerzner
Marianne Gerzner (* 26. September 1914 in Wien; † 30. Januar 1990 ebenda) war eine österreichische Schauspielerin und Hörspielsprecherin.

## Leben
Sie absolvierte nach dem Realgymnasium eine Tanzausbildung bei Grete Wiesenthal und erhielt Schauspielunterricht am Max Reinhardt Seminar. Ihr Debüt gab sie als Salome Pockerl in Der Talisman am Wiener Bürgertheater. Es folgte ein Engagement an den Städtischen Bühnen Brünn.
Ab 1949 gehörte Gerzner dem Ensemble des Wiener Volkstheaters an und spielte hier anfangs Christopherl in Einen Jux will er sich machen. Weitere Rollen waren Karoline in Kasimir und Karoline, Anuschka in Der Gigant von Richard Billinger, Mena in Erde von Karl Schönherr, Placida in Das Kaffeehaus, Edritha in Weh dem, der lügt!, Miss Ronberry in Die Saat ist grün (Das grüne Korn) von Emlyn Williams, Canina in Volpone, Kreszenzia in Das Spiel vom lieben Augustin, Melanie in 100.000 Schillinge und Salerl in Zu ebener Erde und erster Stock.
Später spielte sie in Inszenierungen von Gustav Manker. Bedeutende Rollen waren die Mutter in Gerhard Roths Sehnsucht oder die Frosine in Der Geizige. 
Im Rundfunk war sie unter anderem zu hören als Dorine in Tartuffe, Dejaneyra in Herkules und der Augiasstall von Friedrich Dürrenmatt und als Miss Stewart in In einer Nacht.

## Filmografie
- 1948: Der Leberfleck
- 1950: Wer fuhr den grauen Ford?
- 1953: Franz Schubert – Ein Leben in zwei Sätzen
- 1955: Heimatland
- 1957: Wie schön, daß es dich gibt
- 1958: Eva küßt nur Direktoren
- 1958: Der Priester und das Mädchen
- 1959: Der Misanthrop (TV)
- 1960: Das Spiel vom lieben Augustin (TV)
- 1961: Die frommen Schwestern (TV)
- 1963: Der Bockerer (TV)
- 1963: Tingel Tangel (TV)
- 1964: Die Verantwortlichen (TV)
- 1969: Der Krampus (TV)
- 1969: Blues für Mister Charlie (TV)
- 1969: Glaube, Liebe, Hoffnung (TV)
- 1969–1970: Der alte Richter (Fernsehserie, 8 Folge)
- 1971: Tatort: Mordverdacht (TV)
- 1972: Briefe von gestern (TV)
- 1974: Fräulein Else (TV)
- 1976: Jesus von Ottakring
- 1977: Alpensaga: Der Kaiser am Lande (TV)
- 1978: Möglich ist alles (TV)
- 1985–1988: Der Leihopa (Fernsehserie, 9 Folge)

## Auszeichnungen
- Ehrenkreuz für Wissenschaft und Kunst I. Klasse (1989)[1]